# Vendela Dreifaldt
Vendela Dreifaldt, född 10 april 2003, är en svensk fotbollsspelare. Hon har tidigare spelat för AIK.

## Karriär
Vendela Dreifaldt inledde sin fotbollskarriär i moderklubben Huddinge IF. Inför säsongen 2016 valde Dreifaldt att byta klubb till Hammarby IF. 
Inför säsongen 2023 meddelade AIK att man skrivit ett kontrakt med Dreifaldt över säsongen 2024. I augusti 2024 lånades hon ut till Elitettan-klubben Bollstanäs SK på ett låneavtal över resten av säsongen. Efter säsongen 2024 lämnade Dreifaldt AIK.